# Динъёль (приток Северной Мылвы)
Динъёль — река в России, протекает по Республике Коми. Устье реки находится в 1 км по левому берегу реки Северная Мылва, в Троицко-Печорске. Длина реки составляет 24 км. В 3 км от устья слева впадает река Войвож.

## Данные водного реестра
По данным государственного водного реестра России относится к Двинско-Печорскому бассейновому округу, водохозяйственный участок реки — Печора от истока до водомерного поста у посёлка Шердино, речной подбассейн реки — Бассейны притоков Печоры до впадения Усы. Речной бассейн реки — Печора.
Код объекта в государственном водном реестре — 03050100112103000060214.